# Свенссон, Анника
Анника Биргитта Терес Свенссон (швед. Annica Birgitta Teres Svensson; род. 3 марта 1983, Björneborg, Вермланд), более известная как Анника Свенссон (швед. Annica Svensson) — шведская футболистка, защитник.

## Карьера
Свенссон начинала карьеру в футбольном клубе «Бьорнеборг». В 1997 году перешла в профессиональный футбольный клуб «Ревосенс». В период с 2003 по 2010 годы выступала за клубы «Юргорден» и «Хаммарбю». В 2010 году перешла в клуб «Тюресо», в составе которого в сезоне 2012 года стала чемпионом Швеции среди женщин. В 2013 году была отдана в аренду клубу «Виттшё», а в следующем сезоне пополнила состав клуба «Эскильстуна Юнайтед».
Дебютировала в составе национальной сборной Швеции в возрасте 27 лет 30 июля 2010 года.